# Турикум
47°22′23″ пн. ш. 8°32′27″ сх. д. / 47.373008° пн. ш. 8.540724° сх. д.
Турикум (лат. Turicum) — галло-римське укріплене поселення .
Турикум був розташований на місці сучасного Старого Цюриха біля підніжжя пагорба Лінденгоф. 
Поселення розташовувалося в римській провінції Верхня Германія неподалік від межі з провінцією Реція, це був пункт збору податків і мит для торговельних перевезень водним шляхом Валензе — Цюрихське озеро — Ліммат — Ааре — Рейн
. 
Гавань Турикума знаходилася в районі площі Вайнплатц та Ратушного мосту.
Турикум не був першим поселенням у цьому місці. 
На берегах Ліммата та Цюрихського озера виявлено залишки доісторичних пальових поселень, що виникли за кілька тисячоліть до н. е. 
Заснування Турикуму датується 15 роком до н. е. 
Спочатку будівлі зводилися в безпосередній близькості від пагорба Лінденгоф, пізніше у віддалених районах було засновано і Villa rustica. 
Територію Турикума була укріплена насипами. 
Крім торгівлі, водний шлях через Турикум був важливим і для римської армії.
У 70-75 рр. на березі річки Ліммат у районі Шипфе та Вайнплатца виріс портовий район, а територія поселення була розширена на правий берег, де були збудовані громадські будівлі з каменю та бруковані дороги 
. 
Пізніше, при археологічних розкопках виявили залишки терм. 
Розміри самого поселення оцінюються 500 на 200  м, залишки поховань знайдені в районі Гроссмюнстера. 
Також передбачається, що в районі сучасного Мюнстербрюкке існувала переправа через річку, можливо, було збудовано міст 
. 
На південь від Лінденгофа, на місці церкви Святого Петра, знаходився храм Юпітера. 
Християнство принесене в Турикум наприкінці III століття, мучениками Феліксом та Регулою.
У роки правління римського імператора Флавія Валентиніана (364—375) було збудовано фортецю на вершині пагорба Лінденгоф для захисту від нападу алеманнів з півночі. 
Її площа оцінюється в 4500 м², на території було збудовано 10 веж, мури досягали товщини два метри. 
Проте, римська армія залишила Турикум в 401 році. 
У V столітті тут оселилися алеманни, змішавшись із місцевим населенням. 
929 роком датується перша згадка міста Цюрих. 
Цитадель була перебудована та укріплена Оттонами, але до 1218 року, коли Цюрих був оголошений імперським містом, вона була вже зруйнована.
Найдавніша згадка Turicum вперше виявлено на надгробку дитини Луція Елія
, 
сина місцевої посадової особи, яку було виявлено на пагорбі Лінденгоф в 1747 році і датується 185—200 рр. нашої ери . 
Пізніше назва поселення змінювалося до Turīcon, Ziuricho, Zürihc і, нарешті, Züri(ch)
.